# Quảng Ninh
Quảng Ninh ist eine Provinz von Vietnam. Sie liegt im Nordosten des Landes in der Region Nordosten. Die Provinz grenzt an die Volksrepublik China.

## Geographie
Die Provinz verfügt über 2000 größere und kleinere Inseln, wovon 1030 benannt sind. Die größten Inseln sind Cái Bầu und Bản Sen.
Der nördlichste Punkt der Provinz liegt beim Dorf Hoành Mô im Bình Liêu Distrikt, der südlichste auf der Insel Hạ Mai. Quảng Ninh hat eine Fläche von 8239,243 km², wovon 5938 km² Festland sind.

## Bezirke
Quảng Ninh gliedert sich in:
- 4 Provinzstädte (thành phố trực thuộc tỉnh) Hạ Long (Hauptstadt), Cẩm Phả, Móng Cái und Uông Bí
- 2 Marktgemeinden (thị xã): Đông Triều und Quảng Yên
- 8 Landkreise (huyện): Ba Chẽ, Bình Liêu, Cô Tô, Đầm Hà, Hải Hà, Hoành Bồ, Tiên Yên und Vân Đồn